# Федеральна війна

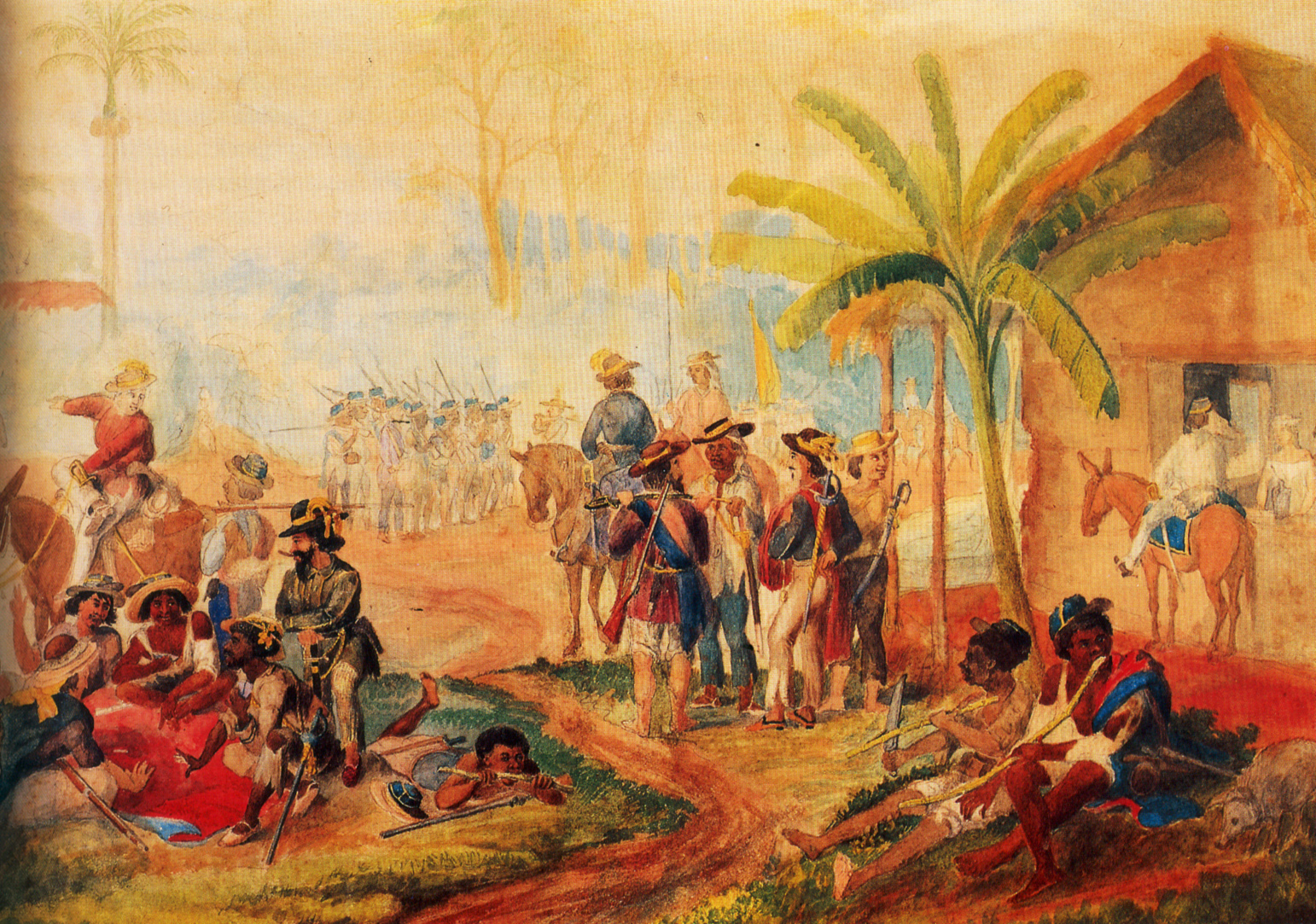
Солдати-федералісти у 1860.

Федеральна війна, також Велика війна, П'ятирічна війна (ісп. Guerra Federal, Guerra Larga, o Guerra de los Cinco Años) — збройний конфлікт у Венесуелі, що мав характер громадянської та партизанської воєн, який стався в 1859—1863 роках між місцевими лібералами-федералістами з одного боку і консерваторами, які бажали мати землю і владу, а також тими, хто відмовився проводити реформи з іншого боку; за масштабами — найбільший подібний конфлікт на території Венесуели після закінчення війни за незалежність.
Внаслідок такої політики уряду ліберали виступили за надання провінціям ширшої автономії. У лютому 1859 року ліберали-федералісти під проводом прихильника соціальної справедливості і рівності Езеккіля Самори підняли повстання в місті Коро, розташованому на північному заході країни. Їх підтримали селяни, а також міські бідняки та чорношкірі, яких, попри скасування рабства 1854 року, продовжували використовуватися як рабів.
Попри відсутність централізованого командування, спираючись лише на підтримку народу, у вересні 1859 року, в ході битви при Сабана-де-ла-Крус, і в грудні того ж ходу, в ході битви при Санта-Інес, вони завдали важкої поразки консерваторам. 10 січня 1860 року Самора помер від кульового поранення в голову і до влади в середовищі лібералів прийшли помірно налаштовані політики.
У квітні 1863 року делегати обох сторін на острові Коче підписали угоду, що поклала край військовим діям.
У їх ході в державі, чисельність населення якої на той момент становила 1 млн осіб, загинули, зокрема від голоду та хвороб, сотні тисяч людей.